# Euphemia von Kiew
Euphemia von Kiew († 4. April 1139) war Königin von Ungarn.
Euphemia von Kiew wurde als Tochter von Großfürst Wladimir II. Wsewoloditsch Monomachos von Kiew geboren. Im Jahre 1104 heiratete sie den ungarischen König Koloman I. aus dem Haus der Arpaden, nachdem dessen erste Frau Felizia von Sizilien zwei Jahre zuvor nach fünfjähriger Ehe verstorben war. Das Paar war zwölf Jahre verheiratet und hatte einen gemeinsamen Sohn, Boris Konrad (* ca. 1131). Boris Konrad wurde Prätendent von Byzanz und war mit Anna Dukaina, der Tochter von Konstantin Dukas Sebastos, verheiratet. Deren gemeinsamer Sohn Koloman war Statthalter von Kilikien und begründete die Dynastie der Kalomannoi in Byzanz. König Koloman starb im Jahre 1116, seine Gemahlin überlebte ihn um 23 Jahre.